# 31531 ARRL
31531 ARRL este un asteroid din centura principală de asteroizi.

## Descriere
31531 ARRL este un asteroid din centura principală de asteroizi. A fost descoperit pe 9 februarie 1999 la Kitt Peak National Observatory, în cadrul proiectului Spacewatch. Asteroidul prezintă o orbită caracterizată de o semiaxă mare de 2,90 ua, o excentricitate de 0,08 și o înclinație de 2,4° în raport cu ecliptica.